# Рипли, Александра
Александра Рипли (Риплей) (урождённая Брейд; англ. Alexandra Ripley; 8 января 1934 года, Чарльстон, США — 10 января 2004 года, Ричмонд, США) — американская писательница. Получила мировую известность благодаря своему роману «Скарлетт» (1991), впоследствии адаптированному к экранизации.

## Биография
Родилась 8 января 1934 года в Чарльстоне (Южная Каролина).
В качестве писательницы дебютировала в 1972 году с романом «Кем была Леди в постели Президента?». Стала автором ряда художественных произведений, в том числе исторических романов. В 1991 году написала роман «Скарлетт» как продолжение бестселлера Маргарет Митчелл «Унесённые ветром». Несмотря на подтверждение опасений Рипли относительно критических отзывов в адрес этого произведения, роман был достаточно тепло воспринят публикой. Сюжет «Скарлетт» был положен в основу одноимённого фильма, снятого в 1994 году.
Умерла в Ричмонде (штат Виргиния) 10 января 2004 года.

## Романы
- 1972: «Who’s the Lady in the President’s Bed?»
- 1981: «Charleston»
- 1984: «On Leaving Charleston»
- 1985: «The Time Returns»
- 1987: «New Orleans Legacy»
- 1991: «Scarlett» (и адаптация романа к экранизации)
- 1994: «From Fields of Gold»
- 1997: «A Love Divine»